# Aninoasa
Aninoasa (ungarsk: Aninósza eller Aninószabányatelep) er en by i distriktet  Hunedoara  i Transsylvanien-regionen i Rumænien.  Byen er beliggende i Jiu-dalen, som er et kulområde, og mange af byens indbyggere er kulminearbejdere.  Det meste af byen blev bygget langs Aninoasa-bækken, og byen er faktisk adskilt i to områder af den vestlige del af Jiu-floden. "Anin" betyder "elletræ" på rumænsk.
Aninoasa er den ældste by i distriktet  Hunedoara, idet den nævnes så langt tilbage som 1453. Den administrerer en landsby, Iscroni ('Alsóbarbatyeniszkrony). Ved folketællingen i 2011 var 88,18 % af indbyggerne rumænere, 7,1 % romaer og 4,18 % ungarere. Byen blev officielt en by i 1989 som følge af Rumæniens landdistriktsreform. Byen har 3.369 (2021) indbyggere.

## Geografisk beliggenhed
Aninoasa ligger nær sammenløbet af de to kildefloder (Jiu de Vest og Jiu de Est) til Jiu (Schil)', i de østlige udløbere af Retezat-bjergene. Distriktets hovedstad Deva ligger ca. 60 km nordvest for Aninoasa.